# Romano Cazzaniga
Romano Cazzaniga (Roncello, 17 febbraio 1943) è un allenatore di calcio ed ex calciatore italiano, di ruolo portiere.

## Carriera

### Giocatore
Inizia la carriera agonistica nelle giovanili della Pro Patria, ai tempi in serie cadetta.
La società bustocca durante il suo servizio di leva a Siena, lo manda in prestito al Poggibonsi, in Serie D, per la stagione 1965-1966, dove raccoglie 15 presenze. Ritorna alla Pro Patria, nel frattempo retrocessa in serie C, nella stagione 1966-1967, dove sotto la guida di Carlo Regalia diventa il portiere titolare, alternandosi inizialmente con Luigi Bertossi. Rimane in biancoblù per complessive tre stagioni, raccogliendo in totale 87 presenze, subendo 94 reti. Tra i suoi compagni nel tempo figurano Luciano Re Cecconi ed Alessandro Turini.
Le sue prestazioni gli valgono la chiamata in Serie B nelle file di Monza (quattro campionati) e poi della Reggina e Taranto (una stagione in ognuna delle due squadre).

Cazzaniga e Roberto Salvadori al Torino nella stagione 1976-1977

In Brianza suo allenatore è Radice il quale si ricorda di lui nell'estate 1975, al momento di fare le valigie per allenare il Torino, scegliendolo come vice di Luciano Castellini. Da numero 12 Cazzaniga si dimostra il classico portiere di rincalzo capace di rispettare le consegne senza causare dualismi con il titolare e di farsi trovare pronto in caso, peraltro non infrequente, di infortunio o indisponibilità del titolare.  La sua professionalità viene premiata con 3 presenze nell'anno dello storico scudetto 1976 e 4 l'anno successivo, nelle quali ottiene un piccolo record, subendo complessivamente una sola rete dall'ascolano Silva (in realtà viene battuto anche da Bettega nel derby del 28 marzo 1976, ma la rete viene annullata dal giudice sportivo che assegna ai granata la vittoria a tavolino 2-0, pur avendo già vinto sul campo 2-1).
L'8 agosto 1977, durante il precampionato 1977-1978 per fare uno scherzo ad alcuni compagni di squadra, cade da una finestra del secondo piano dell'albergo ove alloggia il Torino, procurandosi svariate fratture a vertebre, costole e bacino, un incidente che mette fine prematuramente alla sua carriera agonistica. Radice gli regala la sua ultima presenza come portiere di riserva nell'ultima giornata del campionato 1977-78.
In carriera, oltre alle 7 presenze in A col Torino, ha totalizzato 174 apparizioni fra i cadetti.

### Allenatore
Cessata forzatamente l'attività agonistica diventò vice allenatore. Guida come primo allenatore il Torino nella stagione 1980-1981 per tutto il girone di ritorno sostituendo l'esonerato Ercole Rabitti, raggiungendo il nono posto finale in campionato e la finale di Coppa Italia persa ai rigori contro la Roma. 
Dopo essere stato per molti anni il vice di Gigi Radice, nel 2000-01, quando già lavorava all'interno dello staff tecnico dei biancorossi, subentrò a Gaetano Salvemini sulla panchina del Monza nel campionato di Serie B alla ventesima giornata e vi restò fino al termine della stagione conclusa con la retrocessione in terza serie. Rimasto nello staff tecnico biancorosso, la stagione successiva 2001-02 in serie C1 Cazzaniga subentrò da allenatore a Simone Boldini alla decima giornata ma dopo non essere riuscito a risollevare la squadra venne sostituito da Roberto Antonelli alla sedicesima giornata. Quest'ultimo, dopo sei sconfitte consecutive, fu esonerato e sostituito da Cazzaniga fino alla ventinovesima giornata quando un nuovo cambio in panchina riportò Boldini al comando (ma il Monza chiuse all'ultimo posto e reteocesse in C2).
Nella stagione 2008-2009 ha allenato i portieri del settore giovanile della Tritium, mentre nella stagione 2009-2010 passa agli estremi difensori della prima squadra, militante nel campionato di Serie D.
Nel 2012 ha assunto brevemente ad interim la guida della prima squadra della Tritium a seguito dell'esonero di Paolo Bertani, per poi tornare e ricoprire l'incarico di vice-allenatore e allenatore dei portieri dopo l'ingaggio di Oscar Magoni. Riassume la guida della prima squadra il 28 gennaio 2013, dopo l'esonero di Magoni. Sotto la sua guida, la Tritium ottiene la salvezza ai playout sconfiggendo il Portogruaro.
Nella stagione 2014-2015 allena il Roncello, squadra del suo paese natale, in Terza Categoria.

## Palmarès

### Giocatore

#### Competizioni nazionali
- Campionato italiano: 1

Torino: 1975-1976